# اولا تویوونن
نیلس اولاً تویوونن (سوئدی: Nils Ola Toivonen؛ زادهٔ ۳ ژوئیهٔ ۱۹۸۶) بازیکن فوتبال اهل سوئد است تویوونن بازیکی هست که درپست مهاجم برای تیم خود یعنی تولوز درلیگ یک فرانسه بازی میکند او توانسته در 54بازی ملی 12گل بزن وسابقه گل درجام جهانی 2018درتیمسوئددارد

## تیم ملی
وی برای تیم ملی فوتبال سوئد ۵۴ بازی انجام داده و ۱۲ گل به ثمر رسانده‌است. پست تخصصی این بازیکن نیز، مهاجم است.